# Горохово (Гомельская область)
Горохово (бел. Гарохаўка) — деревня в Шиичском сельсовете Калинковичского района Гомельской области Белоруссии.

## География
В 17 км на северо-запад от районного центра и железнодорожной станции Калинковичи (на линии Гомель — Лунинец), 141 км от Гомеля.
На востоке мелиоративные каналы.

## История
По письменным источникам известна с XIX века как деревня в Дудичской волости Речицкого уезда Минской губернии. В 1879 году обозначена в числе селений Суховичского церковного прихода.
Во время Великой Отечественной войны 12 января 1944 года освобождена от немецких оккупантов. В мае 1944 года деревня находилась в прифронтовой полосе, и жители были переселены в деревню Смолянка, где они размещались до начала операции «Багратион», пока военные действия переместились далеко от этих мест. 39 жителей погибли на фронте. Согласно переписи 1959 года в составе агрофирмы «Ненач» (центр — деревня Шиичи)), находился магазин.

## Население
- 1897 год — 16 дворов, 137 жителей (согласно переписи).
- 1908 год — 23 двора, 154 жителя.
- 1959 год — 192 жителя (согласно переписи).
- 2004 год — 24 хозяйства, 59 жителей.

## Транспортная сеть
Транспортные связи по просёлочной, затем автомобильной дороге Калинковичи — Бобруйск. Планировка состоит из прямолинейной улицы, близкой к меридиональной ориентации, застроенной редко, деревянными крестьянскими усадьбами.